# 마지막 함성
마지막 함성(The Last Hurrah)은 미국에서 제작된 존 포드 감독의 1958년 드라마 영화이다. 스펜서 트레이시 등이 주연으로 출연하였고 존 포드 등이 제작에 참여하였다.

## 출연

### 주연
- 스펜서 트레이시
- 제프리 헌터

### 조연
- 다이안느 포스터
- 팻 오브라이언
- 배질 라스본
- 도널드 크리스프
- 제임스 글리슨
- 에드워드 브로피
- 존 캐러딘
- 윌리스 부쉐이
- 배질 루이스댈
- 리카르도 코르테즈
- 월리스 포드
- 프랭크 맥휴
- 카리턴 영
- 프랭크 앨버트슨
- 밥 스위니
- 윌리엄 레슬리
- 안나 리
- 켄 커티스
- 제인 다웰
- O.Z. 화이트헤드
- 아서 월쉬

## 제작진
- 원작자: Edwin OConnor
- 의상: 진 루이스